# Kat DeLuna
Kathleen Emperatriz "Kat" DeLuna (sinh ngày 26 tháng 11 năm 1987, tại The Bronx, New York) nhưng lại lớn lên ở một vùng của Newark. Cô là một ca sĩ R&B người Mỹ gốc Dominica (trong khi bố mẹ cô lại thuộc dòng dõi Dominica). Cô đã ký hợp đồng thu âm với hãng Epic Records/GMB và Konvict Muzik của Akon. Mẹ cô là người chủ của một tiệm bánh ở khu mua sắm tại Newark. Mục đích chính ban đầu của Konvict Muzik là tái phát hành lại album 9 Lives của cô, nhưng gần đây một nguồn tin mới được tiết lộ trên trang myspace cho biết rằng Kat đã sẵn sàng trở lại studio làm việc cho album thứ hai của mình nên có lẽ việc tái phát hành 9 Lives là chuyện không thể.

## Tiểu sử
Ngay từ năm 12 tuổi, cô đã được mời hát chung với "Nữ hoàng Merengue" Milly Quezada trước hàng ngàn khán giả. Vào tháng 4 năm 2004 cô tham gia nhóm nhạc Latino và mở màn cho buổi biểu diễn của rapper Cassidy. Chịu nhiều ảnh hưởng của Aretha Franklin và cũng chính từ khi nghe nhạc của Aretha Franklin thì Kat mới quyết định sẽ trở thành một ca sĩ. Kat từng học ở trường Trung học Nghệ thuật Newark bang New Jersey dưới sự hướng dẫn của Ts. Jerry Forderhase. Vào năm đầu, cô đã tham gia vào cuộc thử giọng trong chương trình The Village Voice và sau đó được tham gia vào nhóm nhọc chuyên hát nhạc Latin, hip hop và R&B có tên là Coquette. Sau đó Kat tiếp tục theo đuổi mơ ước trở thành ca sĩ solo của mình, vào năm 15 tuổi cô tiếp tục tham gia vào một cuộc thi hát karaoke do Coca Cola tài trợ, và bài hát "I Will Always Love You" do cô thể hiện đã thắng giải. Sau cuộc thi, ca sĩ nhạc salsa người Cuba Rey Ruiz đã khuyên Kat nên tự viết riêng những bài hát cho riêng mình.
Sau đó Kat ký hợp đồng với hãng đĩa Get Money Brothers (GMB), thuộc sở hữu của siêu mẫu người Haiti Tyrone Edmond, anh cũng là một người săn tìm tài năng trẻ. Theo bản phỏng vấn ngắn gọn mà cô gởi cho trang HaitiXchange.com, lần đầu tiên cô gặp Tyrone là năm cô 14 tuổi và sau đó hai người trở thành bạn thân. Sau đó Kat còn được nhận vào hãng đĩa Epic Records, và hiện tại cô hoạt động cho cả hai hãng sản xuất. Kat được quản lý bởi Cape Town Management. Album đầu tiên của cô mang tên 9 Lives, được sản xuất bởi RedOne, và phần nhạc được viết bởi nhạc sĩ từng giành giải Grammy Jane't Sewell-Ulepic, được chính thức phát hành vào ngày 7 tháng 8 năm 2007 và được phát hành lại vào đầu năm 2008.
Vào 17 tháng 3 năm 2008, cô được trông thấy tay trong tay với diễn viên Saville tại một quán cafe. Saville từng xuất hiện trong bộ phim do Walt Disney sản xuất, College Road Trip (2008), cùng với Raven-Symone và Martin Lawrence. Anh cũng tham gia vào bộ phim hài Harold and Kumar: Escape from Guantanamo Bay (2008). Kat và Saville sẽ xuất hiện tại lễ trao giải MTV Music Awards năm 2008 trong phần rao giải "Nam diễn viên xuất sắc nhất" vào mùa thu này. Anh cũng sẽ xuất hiện trong video clip In the end của Kat. Cô cũng xuất hiện trong video clip Sexy Lady của rapper Yung Berg.
Tháng 7 năm 2008, Kat Deluna trả lời trong một cuộc phỏng vấn ngắn trên trang MySpace rằng cô đã trở lại phòng thu để chuẩn bị thu âm cho các ca khúc nằm trong album thứ hai của mình, và hiện vẫn chưa có tựa chính thức cho album này. Trong đó, Kat có nhắc đến một ca khúc mới mang tên Calling You và cô cũng khẳng định rằng đây là một single riêng biệt, không được trích từ album thứ hai của cô. Kat đã giới thiệu ca khúc này trên trang MySpace và cả trang web riêng của mình. Dawn Richard, thành viên Danity Kane, đã ký xác nhận văn bản cho album sắp tới của Kat. Cô đã quay xong những thước phim cuối trong video clip mới In The End. Single này sẽ chỉ được phát hành tại châu Âu.
Vào ngày 15 tháng 9 năm 2008, Kat Deluna bị chê rằng hát quốc ca quá dở trong show diễn Dallas Cowboys vs Philadelphia Eagles tại Sân vận động Texas. Trước đó, 11/9/2008, cô đã giành được hai giải thưởng Flemish TMF trong hạng mục Nghệ sĩ mới xuất sắc nhất và giải Cống Hiến. Cô cũng thu âm với Akon, đã có công văn của mình để cho ra mắt single remix Right Now (Na Na Na), có thể nghe thấy nó trên trang tiểu sử chính thức của cô tại MySpace. Năm 2008 cũng là lần đầu Kat song ca với anh chàng ca - nhạc sĩ người Thụy Điển Darin trong ca khúc Breathing your love, được sản xuất bởi RedOne và sẽ xuất hiện trong album Flashback của Darin. Trong tháng 9 năm 2008, Kat DeLuna và Epic Records quyết định kết thúc hợp đồng. Một nguồn tin cho biết rằng Kat đang nói chuyện và chuẩn bị ký một hợp đồng mới với hãng Universal Music Group.

## Danh sách đĩa hát

### Album
| Năm  | Album      | Vị trí xếp hạng | Vị trí xếp hạng | Vị trí xếp hạng | Vị trí xếp hạng | Vị trí xếp hạng | Vị trí xếp hạng | Vị trí xếp hạng | Vị trí xếp hạng | Vị trí xếp hạng | Vị trí xếp hạng | Vị trí xếp hạng | Vị trí xếp hạng | Vị trí xếp hạng | Doanh số           |
| Năm  | Album      | Mỹ              | Pháp            | PT              | Úc              | Đức             | BE              | NL              | CA              | TĐ              | PL              | AL              | TS              | Anh             | Doanh số           |
| ---- | ---------- | --------------- | --------------- | --------------- | --------------- | --------------- | --------------- | --------------- | --------------- | --------------- | --------------- | --------------- | --------------- | --------------- | ------------------ |
| 2007 | 9 Lives    | 58              | 26              | -               | 46              | -               | 16              | -               | -               | -               | 15              | -               | 49              | -               | Thế giới: 100,000+ |
| 2009 | Inside Out | -               | -               | -               | -               | -               | -               | -               | -               | -               | -               | -               | -               | -               |                    |

### Đĩa đơn
| Năm  | Tựa đề bài hát                             | Vị trí xếp hạng | Vị trí xếp hạng | Vị trí xếp hạng | Vị trí xếp hạng | Vị trí xếp hạng | Vị trí xếp hạng | Vị trí xếp hạng | Vị trí xếp hạng | Vị trí xếp hạng | Vị trí xếp hạng | Vị trí xếp hạng | Vị trí xếp hạng | Album      |
| Năm  | Tựa đề bài hát                             | US              | US Pop          | CAN             | BEL             | FR              | SWE             | GER             | POR             | POL             | CHI             | FIN             | UK              | Album      |
| ---- | ------------------------------------------ | --------------- | --------------- | --------------- | --------------- | --------------- | --------------- | --------------- | --------------- | --------------- | --------------- | --------------- | --------------- | ---------- |
| 2007 | "Whine Up" (phối hợp với Elephant Man)     | 29              | 17              | 15              | 6               | 9               | —               | 24              | 8               | —               | 2               | —               | —               | 9 Lives    |
| 2007 | "Am I Dreaming" 1                          | —               | —               | —               | —               | —               | —               | —               | —               | —               | —               | —               | —               | 9 Lives    |
| 2008 | "Run the Show" (phối hợp với Busta Rhymes) | 117             | 63              | —               | 5               | 6               | 20              | 75              | 8               | 26              | 4               | 2               | 41              | 9 Lives    |
| 2008 | "In The End" 2                             | —               | —               | —               | 31              | —               | —               | —               | 35              | 27              | —               | —               | —               | 9 Lives    |
| 2009 | "Unstoppable" (feat. Lil Wayne) 3          | —               | —               | 80              | —               | —               | —               | —               | —               | —               | 74              | —               | —               | Inside Out |
| 2009 | "Dance Bailalo"                            | —               | —               | —               | —               | —               | —               | —               | —               | —               | 99              | —               | —               | Inside Out |

## Thành công của bài hát "Whine Up"
Hãng Epic Records đã lên chương trình quảng cáo cho đĩa đơn đầu tiên của Kat là "Whine Up". Bài hát này có sự góp giọng của Elephant Man. Bài hát chính thức được phát trên MySpace vào ngày 20 tháng 6. Bài hát cũng được phát trên sóng radio Mỹ vào ngày 15 tháng 5 năm 2007. Bài hát ban đầu đứng vị trí thứ 24 trong top Bubbling Under Hot 100 Singles tức vị trí thứ 124 trên bảng Billboard Hot 100, sau đó leo lên vị trí thứ 29 trên bảng Billboard Hot 100.
Trong suốt mùa hè năm 2007 bài hát "Whine up" đã rất phổ biến và được liên tục yêu cầu trên các sóng radio nổi tiếng và liên tục đứng vị trí đầu tiên. Tại Úc, đĩa đơn lọt vào top 20 và giành vị trí thứ 18 vào ngày 11 tháng 2 năm 2008. "Whine up" cũng được chọn làm bài hát chủ đề cho giải đầu SummerSlam 2007 của WWE. Ở Pháp bài hát đứng vị trí thứ 9 trên bảng xếp hạng French Chart vào tháng 12 năm 2007.
Kat cũng thu âm một phiên bản đặc biệt của "Whine up" với tên "Rise Up (Mets!)", bài hát được viết bởi David Brody của Z100 và được hát tại sân vận động Shea trong buổi biểu diễn của Z100. Bài hát cũng được dùng trong chương trình "So You Think You Can Dance: Canada" phát sóng năm 2008.

## Các buổi trình diễn đáng nhớ
Vào 2-5-2008, Kat hát cùng với Red Jumpsuit Apparatus và Lifehouse, tại buổi hoà nhạc ở trường đại học New Haven
Vào 24-8-2007, Kat xuất hiện tại Cuộc thi hoa hậu tuổi teen Mỹ năm 2007. Cô trình diễn single đầu tiên của mình, Whine Up, với hai người nhảy phụ hoạ.
Vào 26-8-2007, Kat xuất hiện tại Arthur Ashe Kids Day.Cô trình diễn single đầu tiên của mình, Whine Up, với ba người nhảy phụ hoạ. Họ được giới thiệu bởi CESD (Cunningham): Mark Jimenez, Joey Negron, Leboo Nuega, and Carlos Martinez.
Vào 19-3-2007, Kat trình diễn tại Trung tâm XL ở Hartford, Connecticut giữa thời gian nghỉ tại cuộc thi Hartford Wolf Pack
Vào 13-4-2008, Kat trình diễn tại Gay Pride ở Phoenix, Arizona.